# Насыров, Семён Рафаилович
Насыров Семен Рафаилович (род. 14 декабря 1958 г.) ― российский математик, крупный ученый и специалист в области комплексного анализа, теории краевых задач и их приложений в механике, доктор физико-математических наук, профессор, заведующий кафедры математического анализа и декан механико-математического факультета Казанского федерального университета, член-корреспондент Академии Наук Республики Татарстан, организатор Математического Центра им. Н.И.Лобачевского, всероссийских молодежных школ-конференций "Лобачевские чтения" (2001-2015). Внештатный сотрудник реферативных журналов "Mathematical Reviews" (США), "Zentralblatt fur Mathematik" (Германия). Автор более 70 научных трудов и 2 патентов на изобретение.

## Биография
Родился в 1958 году в г. Казань.  В 1979 г. окончил Казанский государственный университет (КГУ) по специальности "Математика". В 1983 г. защитил кандидатскую диссертацию по теме «Смешанные обратные краевые задачи на римановых поверхностях и их приложения в теории фильтрации», затем в 1995 г. - докторскую по теме «Геометрические вопросы теории разветвленных накрытий поверхностей и их применение в обратных краевых задачах». С 1979 г. работает в КГУ, с 1996 г. - профессор кафедры математического анализа КГУ и декан механико-математического факультета, с 1998 г. - заведующий кафедрой математического анализа.  С 1987 г. состоит в Американском математическом обществе. Начиная с 1993 г., трижды выигрывал конкурс на получение государственной научной стипендии Президента РФ за выдающиеся достижения в области математики. В 1997 г. организовал в Казани Математический центр им. Н.И.Лобачевского по проведению всероссийских молодежных школ-конференций по математике, механике и информатике и являлся его первым директором. С 2006 г. руководит Учебно-научным центром математики и механики, объединяющего механико-математический факультет и НИИ математики и механики КГУ. С 2007 г. - член Академии наук республики Татарстан. Участвовал во многих международных конференциях, в том числе во Всемирных конгрессах математиков в Цюрихе, Берлине, Европейских математических конгрессов в Париже и Будапеште. Выступал с лекциями и докладами в Японии, Норвегии, Румынии.

## Награды и звания
- Заслуженный работник высшей школы Российской Федерации

## Научные труды
- С. Р. Насыров, “Вариации емкостей Робена и их приложения”, Сиб. матем. журн., 49:5 (2008), С.1128–1146
- С. Р. Насыров, “Метрическое пространство римановых поверхностей над сферой”, Матем. сб., 185:7 (1994), С.87–108